# اوجی پیپر

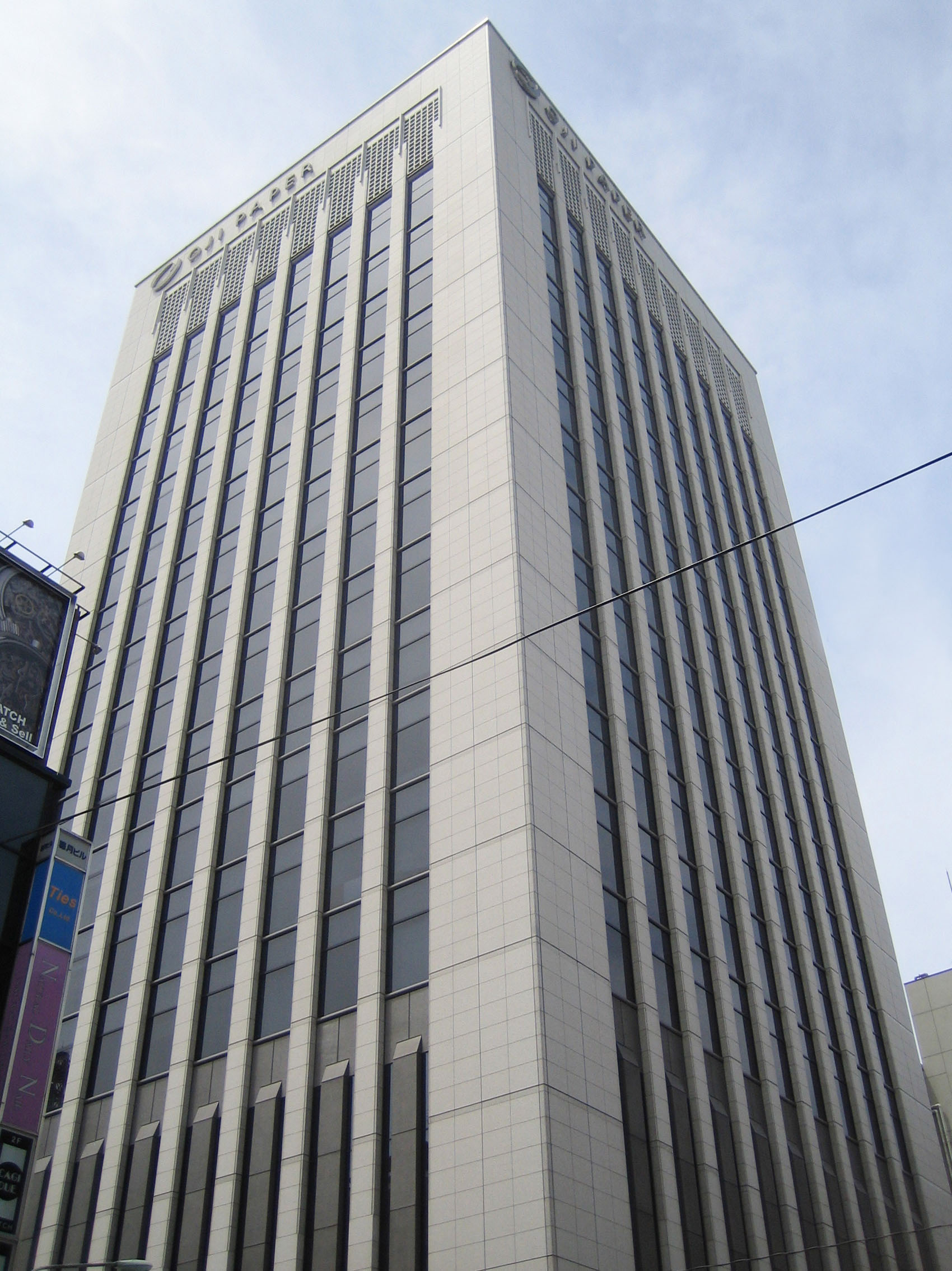
ساختمان دفتر مرکزی اوجی پیپر

اوجی پیپر (به ژاپنی: 王子製紙) شرکت هلدینگ کاغذ و خمیرکاغذ ژاپنی است، که در سال ۲۰۱۲ به‌عنوان سومین شرکت بزرگ در صنایع کاغذ، خمیرکاغذ و بسته‌بندی در جهان شناخته شد. این شرکت هم‌اکنون بزرگترین تولیدکننده کاغذ در ژاپن به‌شمار می‌آید.
شرکت اوجی پیپر در زمینه تولید کاغذ، مقوا، الوار، چسب و محصولات بر پایه سلولز، فعالیت می‌کند. اوجی پیپر همچنین مالک ۱۵۶ شرکت تابعه و زیرمجموعه می‌باشد، که در حوزه‌هایی چون تولید برق و انرژی‌های تجدیدپذیر، انتشارات، تولید مواد شیمیایی و تجهیزات بسته‌بندی اشتغال دارند.
این شرکت در سال ۱۸۷۳ توسط شیبوساوا ایچی در دهکده اوجی، از حومه شهر توکیو تأسیس شد و در حال حاضر دارای ۸۶ کارخانه و سایت تولیدی در کشورهای ژاپن، استرالیا، کانادا، جمهوری خلق چین، آلمان و برزیل می‌باشد.
دفتر مرکزی اوجی پیپر در منطقه گینزا، شهر چوئو، توکیو، ژاپن قرار دارد و بخشی از سهام آن در بازار بورس توکیو معامله می‌شود.